# 苗栗縣苗栗市建功國民小學
苗栗縣苗栗市建功國民小學，簡稱建功國小，是位於台灣苗栗縣苗栗市的一所國民小學，原為苗栗國語傳習所、苗栗公學校。

## 校史
校地在清治時代是苗栗縣衙門所在地。1895年臺灣進入日治時代，1896年日本政府拆除縣衙，在縣衙舊址創立「苗栗國語傳習所」，即是本校的前身，也是苗栗地區最早成立的現代化學校。其後陸續改名為「苗栗公學校」、「苗栗第一公學校」及「苗栗東國民學校」。戰後又陸續改名（不計主管行政區及其異動）為「第一國民學校」、「中心國民學校」，直到1947年始改名為「建功國民學校」，1968年8月又配合「九年國民教育」政策而改名為「建功國民小學」。

## 外部連結
- 苗栗縣苗栗市建功國民小學 （页面存档备份，存于）
- 苗栗縣苗栗市建功國民小學的Facebook專頁
- YouTube上的苗栗縣苗栗市建功國民小學頻道